# Middel (Noord-Holland)
Middel is een buurtschap in de gemeente Zaanstad, in de Nederlandse provincie Noord-Holland.
Middel vormt het noordelijke einde van het dorp Westzaan. De benaming komt van het plaatsje De Middel dat gelegen was in het midden van het noordelijke deel van de Westzanerpolder. Het plaatsje bestond niet meer dan uit een geclusterd groepje boerderijen. Het plaatsje was een tijdlang wel een echt eigen plaats; de dwarsgelegen Weiver vormde de verbindingsweg tussen Westzaan en De Middel. In de loop van de eeuwen is het dorp Westzaan naar het noorden gegroeid. Dit nieuwe noordelijke deel werd het Noordeinde genoemd.
In de 19e eeuw raakte het Noordeinde en De Middel geheel vergroeid. In eerste instantie werd Noordeinde de algemene benaming maar in de loop van de 20e eeuw kreeg het de huidige benaming Middel met zich mee. De ooit van noord naar zuid lopende weg van Middel wordt sinds de 20e eeuw doorkruist door de A8, de Coentunnelweg, de loop van de weg werd later nog extra aangepast om de Noorderveenweg en de Provincialeweg N246 beter met elkaar te verbinden. De weg maakt sindsdien een U-bocht. De bewoning varieert van huizen tot grote boerderijen.
Noord-Holland: Steden en dorpen in Noord-Holland      Nederland: Provincies · Gemeenten